# Międzylesie (powiat świebodziński)
Międzylesie (niem. Mittwalde) – wieś w województwie lubuskim, w powiecie świebodzińskim, w gminie Skąpe.
W latach 1975–1998 miejscowość administracyjnie należała do województwa zielonogórskiego.
Wieś położona jest ok. 5 km na zachód od siedziby gminy w Skąpem i ok. 18 km na południowy zachód od Świebodzina. Otoczona lasami Puszczy Rzepińskiej, przebiega przez nią droga powiatowa nr 49139, łącząca Skąpe z Sycowicami. Najsłynniejszą osobą urodzoną w tej miejscowości jest Jerzy Klempel – najwybitniejszy polski piłkarz ręczny (jego imię nosi miejscowa sala gimnastyczna).

## Historia
W I połowie XIII wieku wieś stanowiła własność klasztoru cysterek z Trzebnicy. Pierwszy drewniany kościół wzmiankowano w 1407 r., kolejną drewnianą świątynię wzniesiono w 1610 r. Budowla ta spłonęła w 1654 r. w czasach kontrreformacji. Obecny kościół wybudowano w 1834 r. siłami wszystkich mieszkańców wsi, bez względu na wyznanie. Na podstawie specjalnej umowy odbywały tu się nabożeństwa w obrządku katolickim, jak i protestanckim. Po sekularyzacji dóbr zakonnych w 1810 r. Międzylesie przeszło na własność państwa pruskiego.

## Zabytki
Do wojewódzkiego rejestru zabytków wpisane są:
- kościół ewangelicki, obecnie rzymskokatolicki filialny pod wezwaniem św. Jana Chrzciciela, szachulcowy, z 1833 roku, z wieżą, we wnętrzu zachowane empory;[4]
- park z połowy XIX wieku.

Inne zabytki:
- średniowieczny układ przestrzenny wsi – owalnica;
- zabudowa z przełomu XIX i XX wieku.